# Вежбно (Західнопоморське воєводство)
Вежбно (пол. Wierzbno) — село в Польщі, у гміні Варниці Пижицького повіту Західнопоморського воєводства.
Населення — 381 особа (2011).
У 1975-1998 роках село належало до Щецинського воєводства.

## Демографія
Демографічна структура станом на 31 березня 2011 року:
|          | Загалом | Допрацездатний вік | Працездатний вік | Постпрацездатний вік |
| -------- | ------- | ------------------ | ---------------- | -------------------- |
| Чоловіки | 193     | 44                 | 129              | 20                   |
| Жінки    | 188     | 38                 | 109              | 41                   |
| Разом    | 381     | 82                 | 238              | 61                   |